# Hype
Hype é a promoção extrema de uma pessoa, ideia, produto, que geralmente dura por um pequeno espaço de tempo. É o assunto tendência, é o que está "dando o que falar" ou algo sobre o qual todos falam e comentam - o que está na moda. A palavra deriva de hipérbole, figura de linguagem que representa o exagero de algo ou uma estratégia para enfatizar alguma coisa. O fenômeno do hype (engajamento/motivação/excitação) está relacionado ao hiperconsumismo e de técnicas de manipulação midiática e sobrevalorização artificial de produtos ou ativos através dessas mesmas técnicas.
Pode, designar, também: "uma situação em que algo é muito divulgado e discutido nos jornais, na televisão, etc. para atrair o interesse de todos"; "anunciar e discutir repetidamente algo nos jornais, na televisão, etc. para atrair o interesse de todos"; "informações que fazem algo parecer muito importante ou emocionante"; "para fazer algo parecer mais emocionante ou importante do que é"; "publicidade, notícias e elogios públicos a um novo produto ou serviço, que são usados para deixar as pessoas empolgadas em comprá-lo" ou experimentá-lo"; "sensacionalismo".
Existem várias versões da origem da palavra. De acordo com um deles, hype é a abreviação de hipérbole. De acordo com outro - de hyper , "over". De acordo com o Dicionário Explicativo de Merriam-Webster, a palavra apareceu na forma verbal por volta de 1931 e foi registrada como substantivo em 1951. A origem não é estabelecida. Alguns análogos são “publicidade irritante”, “hype”, “histeria”, “ruído de informação”. Do inglês, esta palavra pode ser traduzida como "exagero" ou "hipérbole". O linguista canadense-americano Steven Pinker em seu livro traduz "hype" como "pathos" ou "ruído".
Um exemplo de hipérbole: Com a fome que eu estou comeria um porco inteiro! (Chaves do Oito).

## Conceito
Hype é uma abreviação da palavra inglesa hyperbole, que representa exagero em português; termo usado no marketing como adjetivo para as campanhas publicitárias exageradas, é uma estratégia moderna de usar publicidade extrema que está intimamente associado às mídias sociais. O marketing por meio do hype geralmente usa a escassez artificial para induzir a demanda. Também tem ligação com o marketing de escassez, que trabalha com o lado psicológico do público, despertando um senso de urgência e de necessidade. Os consumidores de produtos sensacionalistas geralmente participam como uma forma de consumo conspícuo para significar características sobre si mesmos. O Hype permite que as marcas promovam sua imagem acima da qualidade real do produto. As marcas de streetwear colaboraram com a moda de luxo para justificar a cobrança de preços premium por seus produtos. Como exemplo, a grife Vetements usou os canais de mídia social para promover um moletom com capuz de edição limitada que vendeu 500 unidades em horas, registrando vendas de 445 mil euros. Quando o hype do marketing é usado para impulsionar a demanda por produtos de edição limitada, os consumidores às vezes tentam revender esses produtos em mercados secundários para obter lucro (comparável à venda de ingressos). O mercado de revenda é uma indústria de US$ 24 bilhões.

## Método
Marcas de luxo podem lançar produtos em colaboração com marcas de roupas prontas como forma de aumentar o hype.  As colaborações têm sido usadas por algumas marcas de luxo para contornar as marcas de fast fashion copiando seus designs. O professor da Universidade de Nova York Adam Alter diz que, para uma marca estabelecida criar um frenesi de escassez, ela precisa lançar um número limitado de produtos diferentes, com frequência.  O hype geralmente é criado por meio de varejo de anúncios . A marca "Comme des Garçons" foi uma das primeiras a usar essa estratégia, alugando uma loja desocupada de curto prazo resolveu os problemas de armazenamento de liberar o produto para venda rápida.
Em termos de estratégia militar, a técnica do hype por ser comparada a artilharia ou barragem por saturação, ou seja, o alvo é alvejado com tanta intensidade (anúncios, propagandas, etc.) que simplesmente não consegue reagir.

## Cultura popular
O termo 'hypebeast' foi cunhado para definir consumidores vulneráveis ao marketing hype. As origens do termo vêm da empresa Hypebeast, com sede em Hong Kong. Os comportamentos do hypebeast definem o hype marketing; a compra de bens populares que eles não podem se dar ao luxo de impressionar os outros.  O hype também se manifesta em filas com marcas que geralmente vendem produtos sensacionalistas por meio de  lojas de anúncios.  O uso do hype criou uma série de expressões associadas: (a) Drop- o lançamento real do produto; (b) Cop - compra do produto; (c) "Taking the L" (dando o salto) - tentativa malsucedida de compra do produto.  Muitas marcas de luxo lançam produtos sensacionalistas em sua loja online. Isso levou à criação de empresas que permitem que os consumidores usem bots para garantir ou melhorar suas chances de comprar um produto de edição limitada.

## Análise do conceito
A origem da palavra "Hype" deriva do grego antigo ὑπερβολή /haɪpɜːrbəli/ que significa tanto quanto "jogar acima". Pode-se interpretar isso como colocar muito energia em um esforço que se perde o objetivo tão inevitavelmente, com uma hiperbóle. O hype está intimamente ligado à atividade da mídia. Os meios de comunicação de massa modernos geralmente concentram comunicação sobre questões únicas até que o interesse pelo assunto esteja completamente desgastado e outro assunto pode ser “hyped”.
Na maioria das vezes, essa atividade leva a uma sobrecarga expectativas e, posteriormente, para decepções (sobrecarregadas) no público - por isso nunca atinge o real significado do assunto. No campo da tecnologia, o Ciclo Hype de Gartner tornou-se um importante modelo para explicar o estado de desenvolvimento da expectativa em certas tendências tecnológicas. Embora mapeie as fases dos hypes tecnológicos de forma concisa, tem sido criticado por sua aplicação bastante arbitrária e previsões imprecisas, por exemplo. Vários autores tentaram examinar o conceito de ciclo hype de Gardner empiricamente, por exemplo.
Descreve-se o hype como uma “onda de notícias" de "parede a parede" gerada pela mídia, desencadeada por um evento específico e aumentada pelo processo de auto-reforço dentro da produção de notícias da mídia”. De acordo com essa definição, um hype é sempre baseado em um evento midiático que também pode ser retirado dos estudos posteriores, sobre doenças transmissíveis, problemas sociais e política. Ao invés de entender um hype como “exagero” ou “distorção”, pode ser determinado que “uma definição de hype midiático só pode ser baseada na dinâmica específica de uma onda de notícias, sem denúncia a priori do fenômeno”.
Além disso, um hype não é apenas um produto da mídia de notícias, os esforços de publicidade, marketing, branding e relações públicas são aspectos vitais de um hype, ligado a gatilhos de mídia, importante para as empresas e para o Marketing.  Tornou-se conhecido pela consultora do Gartner Jackie Fenn em 1995 e influenciou o desenvolvimento do chamado “Gartner Hype Cycle” (ciclo hype de Gartner).

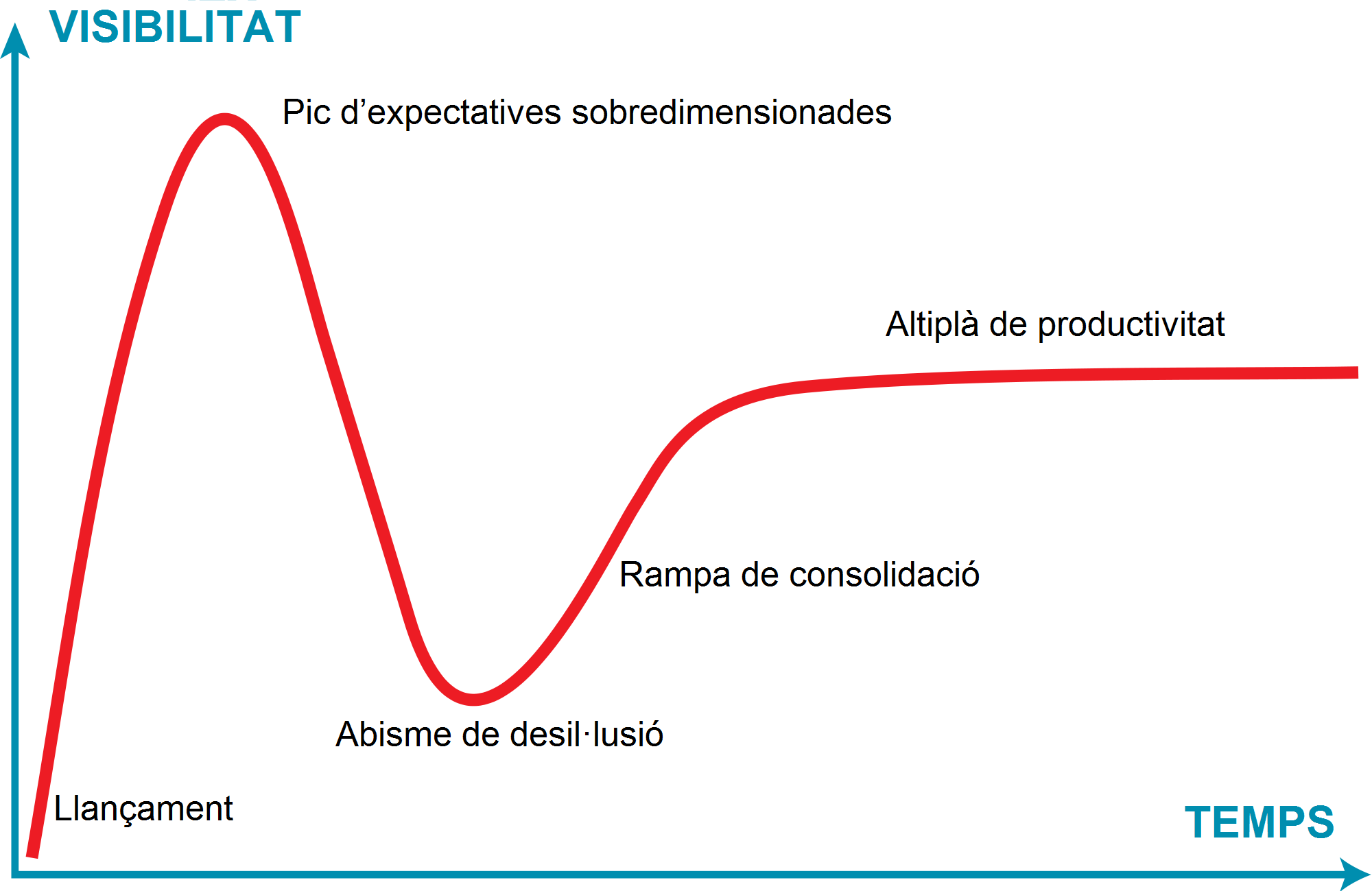
Ciclo Hype

O modelo de ciclo hype é um modelo teórico que descreve as fases do hype em detalhes e visa fornecer informações empíricas. As empresas fazem uso do ciclo para estabelecer as bases para estratégias de tecnologia e decisões de investimento. Além disso, descreve a progressão de uma inovação, desde o excesso de entusiasmo por um período de desilusão até uma eventual compreensão da relevância e do papel da inovação em um domínio de mercado.
O ciclo hype é dividido em cinco etapas, descrevendo o caminho de uma tecnologia ou inovação rumo à produtividade. As fases específicas são: evento gera interesse da imprensa e da indústria em uma inovação tecnológica.
• Pico de Expectativas Infladas: Uma onda de "murmúrios" aumenta e as expectativas para esta nova tecnologia se elevam acima da realidade atual de suas capacidades. Em alguns casos, forma-se uma bolha de investimento, como aconteceu com a Web e as redes sociais.
• Vale da desilusão: Inevitavelmente, a impaciência pelos resultados começa a substituir a excitação original sobre o valor potencial. Problemas com desempenho, adoção mais lenta do que o esperado ou falha em entregar retornos financeiros no tempo previsto levam a expectativas perdidas e a desilusão se instala. recomeçar os esforços para seguir em frente. Com base na experiência dos primeiros adeptos, cresce a compreensão sobre onde e como a tecnologia pode ser usada com bons resultados e, igualmente importante, onde ela traz pouco ou nenhum valor.
• Platô de Produtividade: Com os benefícios reais da tecnologia demonstrados e aceitos, um número crescente de organizações se sente confortável com os níveis de risco agora bastante reduzidos. Um aumento acentuado ("taco de hóquei") na adoção começa e a penetração acelera rapidamente como resultado do valor produtivo e útil. O eixo y do ciclo de hype é rotulado como “expectativas”. A forma da curva mostra como as expectativas aumentam e se contraem ao longo do tempo à medida que a tecnologia avança no tempo.
Em geral, destaca a mudança de sentimento de adotantes potenciais e reais e a mudança de pressão em torno das decisões de investimento. O eixo x é rotulado como “tempo”, refletindo o estado de cada tecnologia com o passar do tempo e passando pelos cinco estágios mencionados acima.
O ciclo de hype do Gartner é formado pela fusão de duas equações distintas que são capazes de explicar o formato da curva de hype das novas tecnologias. A curva de hype em forma de sino mostra dois estágios de direção ascendente – a ascensão ao pico das expectativas infladas e a elevação à inclinação do esclarecimento. O primeiro estágio é baseado em uma reação repentina, excessivamente positiva e irracional à introdução de uma tecnologia que muitas vezes está ligada a uma forte crença em novas oportunidades e um hype de mercado resultante. Conforme mostrado na figura acima, o entusiasmo por uma tecnologia rapidamente atinge um pico e de repente cai, pois as expectativas iniciais não são atendidas com rapidez suficiente, pois a maturidade da tecnologia geralmente ainda é baixa durante essa fase.
O segundo estágio de direção ascendente é impulsionado pelo aumento do nível de maturidade, pois as empresas podem reagir ao feedback inicial e ter a possibilidade de atender às suas expectativas. O ciclo de hype definido pelo Gartner termina no início do “platô de produtividade” Neste estágio, a maturidade de uma tecnologia atingiu um alto nível e a adoção convencional da tecnologia aumenta. Claramente, a altura deste pico pode variar de acordo com se uma tecnologia é amplamente aplicável e altamente visível, ou benefícios apenas um nicho de mercado.

## Hype e Publicidade
Hype (do inglês hype - "hype") - publicidade  agressiva e intrusiva, cujo objetivo é formar as preferências do consumidor. Seu nome vem de uma palavra que significa trapaça, engano ou um truque para chamar a atenção. A mesma palavra pode ser usada para se referir a uma pessoa ou marca cuja popularidade está sendo inflada artificialmente.
Ao contrário da publicidade tradicional, cujo principal objetivo é fornecer informações sobre um produto, hype ou “excesso de publicidade”, define a tarefa não tanto informativa quanto estimulante. Como resultado, o conteúdo semântico dessa publicidade é drasticamente reduzido e a forma externa da mensagem publicitária vem à tona. O hype é característico de uma sociedade de consumo, cujas preferências de gosto são formadas devido a um fluxo excessivo de informações. Nas sociedades capitalistas após a Segunda Guerra Mundial, esse tipo de publicidade se torna o principal e se transforma em uma indústria separada altamente lucrativa.
Como essa publicidade é massiva, com o advento da mídia moderna, principalmente a televisão, sua produção atinge um novo patamar. O principal papel é desempenhado por agências de publicidade , cuja organização atinge o nível de produção industrial. Outro participante do mercado são as divisões de publicidade de corporações tradicionais que desempenham as mesmas funções das agências de publicidade independentes, mas como parte de sua própria organização.
Uma característica é o fluxo financeiro em sentido contrário: enquanto a publicidade tradicional é encomendada pelo fabricante à agência de publicidade, no caso do hype, as próprias agências de publicidade tornam-se uma fonte de pedidos e, consequentemente, de receitas em relação à imprensa, cinema, empresas de televisão e rádio. Este segmento do mercado é formado para publicidade, e não vice-versa.
As consequências sociais da nova abordagem da publicidade são a mudança dos interesses da sociedade para o consumo passivo, o desaparecimento das preferências de massa naturalmente formadas, a supressão da capacidade de análise independente, gastar dinheiro em bens e serviços que não são necessários, incluindo aqueles que exceder as capacidades financeiras das pessoas.  No final do século XX, notou-se também a desonestidade, até a fraude, deste tipo de publicidade. Para combater tais práticas, alguns Estados se utilizam de medidas legislativas.
Hype é usado no contexto de histeria quando há uma forte onda de interesse em um objeto ou evento anteriormente normal. O Hype é criado propositalmente, com base nos reais interesses do público para o qual se destina. Está focado não apenas na promoção de uma pessoa ou objeto, mas também em obter lucro real com essa ação.

## Ver Também
- Cultura Hype
- Ciclo Hype
- Publicidade e Propaganda
- Mídia
- Manipulação midiática